# Sołowa
Sołowa (ukr. Солова) – wieś na Ukrainie w rejonie lwowskim (wcześniej w rejonie złoczowskim) obwodu lwowskiego.

## Historia
Pod koniec XIX w. wieś w powiecie przemyślańskim.
W II Rzeczypospolitej wieś w powiecie przemyślańskim województwa tarnopolskiego. W latach 1944–1945 nacjonaliści ukraińscy z OUN-UPA zamordowali tutaj 12 Polaków i 1 Ukrainkę.